# مونته رومانو
مونته رومانو (به ایتالیایی: Monte Romano) یک کومونه در ایتالیا است که در استان ویتربو واقع شده‌است.

## خصوصیات
مونته رومانو ۸۶٫۲ کیلومترمربع مساحت و ۲٬۰۰۹ نفر جمعیت دارد و ۲۳۰ متر بالاتر از سطح دریا واقع شده‌است.